# UFC 58
UFC 58: USA vs. Canada（ユーエフシー・フィフティエイト：ユーエスエー・バーサス・カナダ）は、アメリカ合衆国の総合格闘技団体「UFC」の大会の一つ。2006年3月4日、ネバダ州ラスベガスのマンダレイ・ベイ・イベント・センターで開催された。

## 大会概要
サブタイトル「USA vs. Canada」の通り、アメリカ対カナダをテーマに全8試合がアメリカ人とカナダ人によるマッチメイクで構成された。
メインイベントのUFC世界ミドル級タイトルマッチでは、王者リッチ・フランクリンが挑戦者デビッド・ロワゾーを降し、2度目の王座防衛に成功した。
なお、プレリミナリィの3試合はいずれもペイ・パー・ビューでの放送はなかった。
UFC 49以来休止していた、ライト級が再開された。

## 試合結果

### プレリミナリィカード
第1試合 ヘビー級 5分3R
○  トム・マーフィー vs.  イチョー・ラレナス ×
3R 1:59 TKO（レフェリーストップ：パウンド）
第2試合 ライトヘビー級 5分3R
○  ジェイソン・ランバート vs.  ロブ・マクドナルド ×
1R 1:54 チキンウィングアームロック
第3試合 ライト級 5分3R
○  サム・スタウト vs.  スペンサー・フィッシャー ×
3R終了 判定2-1（29-28、28-29、29-28）

### メインカード
第4試合 ライト級 5分3R
○  マーク・ホーミニック vs.  イーブス・エドワーズ ×
2R 1:52 腕ひしぎ三角固め
第5試合 ミドル級 5分3R
○  ネイサン・マーコート vs.  ジョー・ドークセン ×
3R終了 判定3-0（30-27、30-27、30-27）
第6試合 ウェルター級王座挑戦者決定戦 5分3R
○  ジョルジュ・サンピエール vs.  BJ・ペン ×
3R終了 判定2-1（29-28、28-29、29-28）
※サンピエールが挑戦権獲得に成功
第7試合 ミドル級 5分3R
○  マイク・スウィック vs.  スティーブ・ヴィニョー ×
1R 2:09 フロントチョーク
第8試合 UFC世界ミドル級タイトルマッチ 5分5R
○  リッチ・フランクリン vs.  デビッド・ロワゾー ×
5R終了 判定3-0（50-42、50-42、50-43）
※フランクリンが2度目の王座防衛に成功